# Tomonobu Hayakawa
Tomonobu Hayakawa (早川 知伸 Hayakawa Tomonobu?, nacido el 11 de julio de 1977 en Shimizu (actualmente Shizuoka), Shizuoka) es un exfutbolista y actual entrenador japonés. Jugaba de defensa y su último club fue el Yokohama FC de Japón.

## Trayectoria

### Clubes
| Club             | País  | Año         |
| ---------------- | ----- | ----------- |
| Urawa Reds       | Japón | 2000 - 2002 |
| Yokohama FC      | Japón | 2003 - 2010 |
| JEF United Chiba | Japón | 2008        |

## Palmarés

### Títulos nacionales
| Título    | Club        | País  | Año  |
| --------- | ----------- | ----- | ---- |
| J2 League | Yokohama FC | Japón | 2006 |